# Kevala jñana
Kevala jñāna es la omnisciencia dentro del jainismo. Este concepto hace referencia al conocimiento absoluto. La omnisciencia dentro del janismo se concibe como una cualidad inherente a todas las almas pero que no se realiza por la presencia de karmas negativos. Aquel que obtiene el kevala jñāna se conoce como kevalin (केवलिन्) (omnisciente)y es arhat (digno de culto).

## Descripción

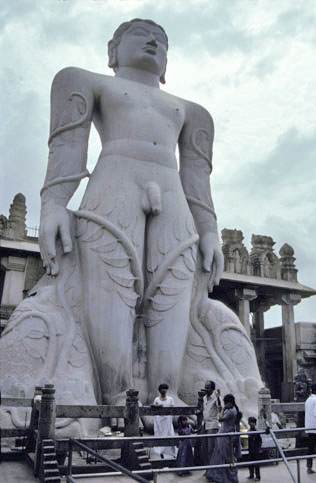
Gomatheswara en Shravanabelagola 978-993 d. C. Puede observarse que se encuentra en la típica postura de abandono del cuerpo y algunas plantas han comenzado a crecer por su piernas.

El jainismo describe doce pasos que conducen a liberarse de estos Karmas. Se trata de eliminar las pasiones para así eliminar también los karmas que obstruyen la visión, la energía y el conocimiento. Una vez eliminadas estas ataduras kármicas, se asciende a un decimotercer peldaño en el que se es un omnisciente vivo que permanece imperturbable y muestra una absoluta ecuanimidad, sin ningún karma en su alma (jiva). Los omniscientes permanecen en absoluta indiferencia y pasan por una fusión con el alma. Es decir, conocen todo en tanto que son todo. Es frecuente, por ello, en las representaciones de los tirthankaras que aparezcan en la postura de abandono del cuerpo dado que este ya no les pertenece.

### Diferencias entre escuelas
existen algunas diferencias entre digambaras y svetambaras respecto al estado de aquellos que logran esta omnisciencia. Para los primeros, aquellos omniscientes permanecen en un aislamiento de mundo. Sin embargo, los svetambaras consideran que realizan una vida normal sin recibir ningún influjo kármico por sus actos dado que se trata de espíritus libres, sin deseo ni sentidos.
Dentro del jainismo, en una postura radical, llega afirmarse que incluso la vida monástica resulta una distracción para aquellos próximos a alcanzar el kevala jñāna.

### El estallido
Los kevalin permanecen vivos gracias a los karmas neutros. En sus últimas meditaciones el kevalin iguala sus karmas. El yiva se expande y contrae sin límites en una milésima de segundo para lograr así eliminar los últimos átomos de karma. Esto se conoce como estallido (Samudghata समुद्घाट) y es un planteamiento único del jainismo y está relacionado con la concepción material del karma en esta religión. Tras este estallido, la estancia en el samsara concluye y en una última meditación detendrá su pulso y la respiración.